# خلود عزارة آل معجون
الدكتورة خلود سامي عزارة آل معجون هي سياسية عراقية شغلت منصب وزيرة الدولة لشؤون المحافظات ووزيرة المرأة وكالة.
والدها سامي عزارة آل معجون شغل منصب وزير العمل والشؤون الاجتماعية في حكومة مجلس الحكم العراقي للفترة من أيلول 2003 إلى حزيران 2004. ثم صار عضوا في الجمعية الوطنية ضمن الائتلاف العراقي الموحد عام 2005، وشغل منصب رئيس لجنة العشائر في الهيئة العليا للمصالحة والحوار الوطني في عام 2006.